# Mimulicalyx rosulatus
Mimulicalyx rosulatus – gatunek roślin z rodziny Phrymaceae z monotypowego rodzaju Mimulicalyx. Jest endemitem południowo środkowych Chin.

## Morfologia
PokrójBylina o pędach prosto wzniesionych lub podnoszących się, czterokanciastych, nagich.
LiścieŁodygowe, ale też skupione w rozecie przyziemnej, siedzące, o blaszce lancetowatej i całobrzegiej.
KwiatyDługoszypułkowe. Kielich powiększający się podczas owocowania, zrosłodziałkowy, z 5 oskrzydlonymi żebrami i 5 krótkimi łatkami na wierzchołku. Korona kwiatu zrosłopłatkowa, walcowata, słabo dwuwargowa. Pręciki są cztery, schowane w rurce korony. Zalążnia górna, jajowata.
OwoceTorebki podzielone przegrodą.